# Puya bicolor
Puya bicolor är en gräsväxtart som beskrevs av Carl Christian Mez. Puya bicolor ingår i släktet Puya och familjen Bromeliaceae. Inga underarter finns listade i Catalogue of Life.